# Estadi Central de Iekaterinburg

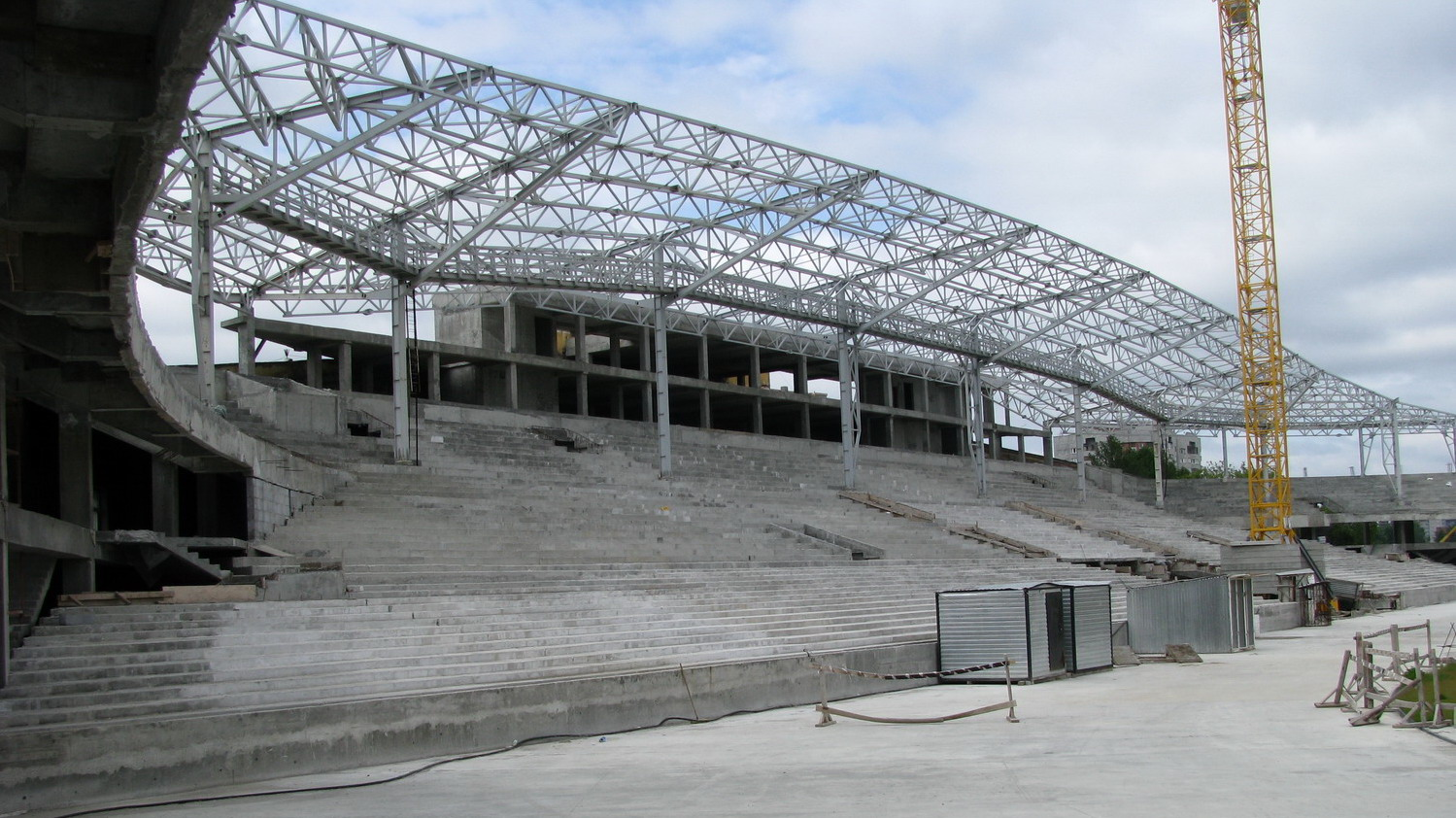
Estadi Central de Iekaterinburg

L'Estadi Central (Центральный стадион, Tsentralny Stadion) és un estadi multiusos situat a Iekaterinburg, Rússia, inaugurat el 1957, obra de l'arquitecte V. Nikulin.
El 2010 era la seu de l'equip de futbol rus del FC Ural Iekaterinburg.

## Esdeveniments

### Partits de la Copa del Món de Futbol de 2018
Aquest estadi és una de les seus de la Copa del Món de Futbol de 2018.

#### Fase de grups
| Egipte | 0–1     | Uruguai     |
| ------ | ------- | ----------- |
|        | Informe | Giménez 89' |

| França     | 1–0     | Perú |
| ---------- | ------- | ---- |
| Mbappé 34' | Informe |      |

| Japó                 | 2–2     | Senegal              |
| -------------------- | ------- | -------------------- |
| Inui 34' · Honda 78' | Informe | Mané 11' · Wagué 71' |

| Mèxic | 0–3     | Suècia                                                     |
| ----- | ------- | ---------------------------------------------------------- |
|       | Informe | Augustinsson 50' · Granqvist 61' (p.) · Álvarez 74' (p.p.) |

1. ↑  «Match report – Group A – Egypt-Uruguay» (PDF).   Fédération Internationale de Football Association, 15-06-2018.